# Myrmecephala prima
Myrmecephala prima är en insektsart som beskrevs av Leonard D. Tuthill 1945. Myrmecephala prima ingår i släktet Myrmecephala och familjen spetsbladloppor. Inga underarter finns listade i Catalogue of Life.